# 古惑香蕉頭
古惑香蕉頭（英語：The Primitives: Bongo and Grunge）是一套香港原創手繪二維動畫，於2005年至2007年期完成故事方向，人物設定及動畫製作，並於2007年6月正式在亞洲及歐洲多個地方播放。古惑香蕉頭每集1分鐘，共52集。

## 劇情簡介
古惑香蕉頭是一套沒有任何對白的卡通動畫，每一集長度為兩分鍾，全套共五十二集，於2007年初完成動畫製作，並於世界各地多個地方播放。這老少咸宜喜劇動畫是講述一隻喜歡惡作劇擁有蕉皮髮型的猩猩笨高（Bongo）和一隻過度活躍紅頭髮的猩猩傻甘（Grunge）在一個了無人煙的荒島上的趣事。島上的海灘有時可以發現從遠處人類世界飄來物件，例如雜誌、罐頭食品和電子產品。這些物件對他們來說簡直是一災難，兩隻猩猩和他們的朋友亦因而鬧出多個笑話。

## 四格漫畫
完成古惑香蕉頭動畫製作後，創意美術組陸續繪製以生活作題材的四格漫畫，並於香港星島日報兒童版刊登。此外公司計劃推出四格漫畫集，並期待於2008年年底在市面推出。讀者也可以加入古惑香蕉頭網站內的猴迷天地，免費看已在報紙刊登的四格漫畫。

## 主角

### 笨高
笨高以自己獨特的蕉皮髮型為榮，認為自己是島上最有魅力最聰明的馬騮仔。鐘意接觸各種新鮮事，正因為天生好奇，常在不自知的情況下搞出大大小小的災難。他一直迷戀猿靚靚，但每次跟靚靚約會後都會無奈收場。還有他非常妒忌擁有壯健身型的大舊沙，一出場總把自己比下去。
- 性別 : 男
- 特徵 : 擁有香蕉頭髮型的黑猩猩
- 出生地點 : 不知名的原始小島
- 性格 : 貪玩,樂觀,好奇,愛冒險
- 最喜歡食物 : 蕉
- 最喜歡做的事: 每天發現新鮮好玩的事

### 傻甘
傻甘個性單純，非常善良，時常幫助他認為有需要的人。雖然出發點是出於好意，但總是越幫越忙，甚至是因為幫人搞到自己一身蟻。儘管如此，傻甘傻頭傻腦的，整天都開開心心,而且他對朋友是全心全意。
- 性別 : 男
- 特徵 : 嬉皮造型的紅毛猩猩
- 出生地點 : 不知名的原始小島
- 性格 : 單純,熱心,友愛
- 最喜歡食物 : 蕉
- 最喜歡做的事 : 跳舞

## 電視卡通
- The Primitives 古惑香蕉頭

## 外部連結
- 古惑香蕉頭宫方網站
- 古惑香蕉頭影片[永久]
- 中国国际动漫节杭州站新聞稿[永久]
- 纽约国际授权展之新聞稿[永久]